# Jardí botànic nacional de Bèlgica
El jardí botànic Meise (Plantentuin Meise en neerlandès), situat al municipi de Meise al Brabant Flamenc, a una desena de quilòmetres del centre de Brussel·les, és un dels majorsjardins botànics del món. Està instal·lat a la finca del castell de Bouchout, d'una extensió de 92 hectàrees.

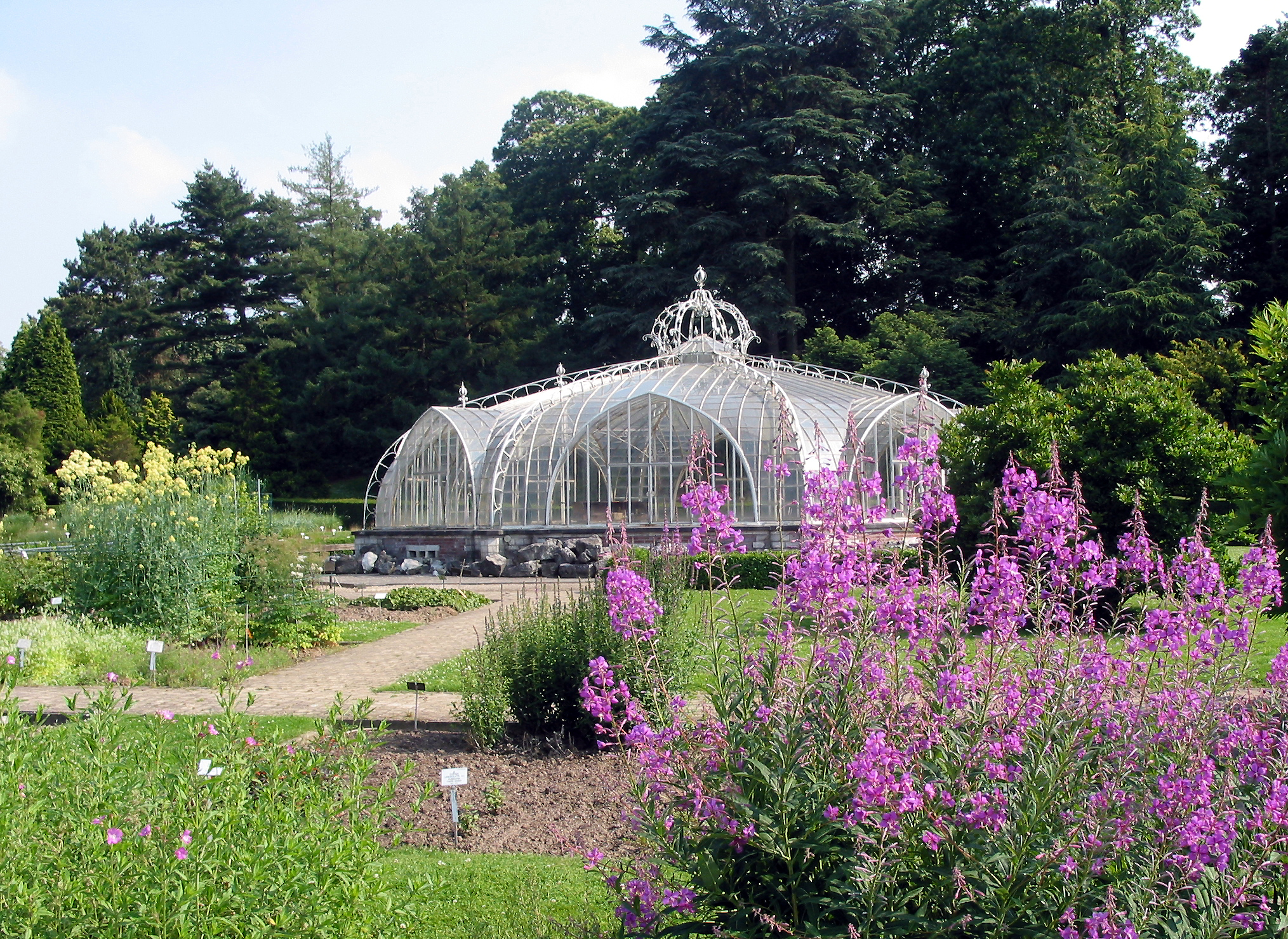
L'hivernacle Balat

El jardí botànic conté dues seccions d'investigació, un herbari (amb aproximadament 3.000.000 de mostres), accessible als investigadors, una biblioteca amb 60.000 obres de botànica i aproximadament 10.000 revistes especialitzades, i vastes col·leccions de plantes vives.
Les plantes tropicals i mediterrànies, així com totes les espècies que temen les glaçades, són albergades en un complex d'hivernacles, el palau de les Plantes. Tretze grans hivernacles envolten 22 hivernacles de col·leccions més petites, i formen junts un complex vitri d'una hectàrea, de la qual l'alçada varia entre 8 i 16 metres.
El jardí adquirí dos Amorphophallus titanus l'abril de 2008 per una donació del Jardí Botànic de Bonn. Una de les dues plantes està florida d'ençà la fi de juliol i acabarà la seva floració excepcional durant la primera setmana del mes d'agost (Hivernacle H del palau de les plantes).
L'hivernacle Balat, concebut el 1854 per l'arquitecte Alphonse Balat (que dissenyà els hivernacles reials de Laeken), en principi erigit al parc Léopold de Brussel·les, després traslladat al Jardí botànic de Brussel·les, ha trobat a Meise l'emplaçament definitiu.
Diferents jardins i diverses col·leccions de plantes, d'arbres i arbusts els envolten.